# Józef Ruciński (oficer)
Józef Ruciński (ur. 10 marca 1883, zm. ?) – major saperów Wojska Polskiego.

## Życiorys
W czasie I wojny światowej walczył w szeregach cesarskiej i królewskiej armii. Na stopień porucznika został mianowany ze starszeństwem z 1 lipca 1915 roku w korpusie oficerów rezerwy piechoty. Jego oddziałem macierzystym był pułk piechoty nr 13.
15 czerwca 1919 roku został przyjęty do Wojska Polskiego z zatwierdzeniem posiadanego stopnia porucznika ze starszeństwem z dniem 1 lipca 1915 roku, zaliczony do I Rezerwy armii i powołany do służby czynnej na czas wojny. 
Został awansowany do stopnia majora saperów ze starszeństwem z dniem 1 czerwca 1919. W latach 20. był oficerem 2 pułku saperów, w tym w 1923 służył w Szefostwie Inżynierii i Saperów Dowództwa Okręgu Korpusu Nr II. W czerwcu 1925 został przesunięty w 2 pułku saperów na stanowisko kwatermistrza. W październiku 1926 został przeniesiony do kadry oficerów saperów i przydzielony do Oficerskiej Szkoły Inżynierii na stanowisko kwatermistrza. W kwietniu 1928 został przeniesiony do Zarządu Fortecznego Kraków na stanowisko kierownika.
Jako emerytowany major w 1932 został wylosowany sędzią sądu przysięgłych we Lwowie.
W 1934 roku pozostawał w ewidencji Powiatowej Komendy Uzupełnień Lwów Miasto. Posiadał przydział do Oficerskiej Kadry Okręgowej Nr VI. Był wówczas „przewidziany do użycia w czasie wojny”.

## Ordery i odznaczenia
- Krzyż Zasługi Wojskowej 3 klasy z dekoracją wojenną i mieczami[14]
- Signum Laudis Brązowy Medal Zasługi Wojskowej na wstążce Krzyża Zasługi Wojskowej[14]
- Krzyż Wojskowy Karola[14]